# Oppio per oppio
Oppio per oppio è un cortometraggio del 1972 diretto da Bruno Bozzetto.